# Schwarzenbach an der Pielach
Schwarzenbach an der Pielach är en ort och kommun  i Österrike. Den ligger i distriktet Sankt Pölten-Land i förbundslandet Niederösterreich, 80 kilometer väster om huvudstaden Wien.